# Amatersko prvenstvo Francije 1947
Amatersko prvenstvo Francije 1947 v tenisu.

## Moški posamično
József Asbóth :  Eric Sturgess 8-6, 7-5, 6-4

## Ženske posamično
Patricia Todd :  Doris Hart 6-3, 3-6, 6-4

## Moške dvojice
Eustace Fannin /  Eric Sturgess :  Tom Brown /  Bill Sidwell   6–4, 4–6, 6–4, 6–3

## Ženske dvojice
Louise Brough  /  Margaret Osborne duPont :  Doris Hart /  Pat Canning Todd 7–5, 6–2

## Mešane dvojice
Sheila Piercey Summers /  Eric Sturgess :  Jadwiga Jędrzejowska /  Christian Caralulis  6–0, 6–0